# Марцинковский, Алексей Михайлович
Алексей Михайлович Марцинковский (1915—1945) — капитан Советской Армии, участник Великой Отечественной войны, Герой Советского Союза (1946).

## Биография
Алексей Марцинковский родился 10 августа 1915 года в Одессе. После окончания семи классов школы и школы фабрично-заводского ученичества работал на Одесском мясокомбинате. В 1935—1937 годах служил в Рабоче-крестьянской Красной Армии. В 1941 году Марцинковский повторно был призван в армию. С июня того же года — на фронтах Великой Отечественной войны. В боях был тяжело ранен. В 1942 году окончил курсы младших лейтенантов.
К апрелю 1945 года капитан Алексей Марцинковский был заместителем по артиллерии командира 109-го стрелкового полка 74-й стрелковой дивизии 26-й армии 3-го Украинского фронта. Отличился во время освобождения Австрии. 11 апреля 1945 года в бою под городом Оберварт Марцинковский руководил действиями артиллеристов полка во время отражения немецкой контратаки. В том бою он получил ранение, но продолжал сражаться, даже когда схватка перешла в рукопашную. В том бою Марцинковский погиб. Похоронен в Оберварте.
Указом президиума Верховного Совета СССР от 15 мая 1946 года за «отвагу и геройство, проявленные в боях с немецкими захватчиками в Великой Отечественной войне», капитан Алексей Марцинковский посмертно был удостоен высокого звания Герой Советского Союза.
Был также награждён орденами Ленина и Отечественной войны 1-й степени, двумя орденами Отечественной войны 2-й степени, орденом Красной Звезды.
В честь Марцинковского названо ПТУ при Одесском мясокомбинате.